# Turbo (serie televisiva)
Turbo è  stata una serie televisiva italiana prodotta dalla Rai.

## La serie
La fiction è diretta da Antonio Bonifacio, e con protagonisti Roberto Farnesi, Anna Valle, Patrizio Pelizzi, Corrado Calda, Giovanna Rei, Isabel Russinova, Emanuele Barresi e Ursula Buschhorn, oltre al cane Sun Shonik, addestrato dal proprietario Massimo Perla.
La serie TV è andata in onda, in prima serata, su Rai 2 dal 1º dicembre 1999 al 16 aprile 2001 (1° e 2° St.), con un buon audience.
La serie è nata come risposta italiana alla serie televisiva tedesca Il commissario Rex; il protagonista difatti è un cane, in questo caso un Border Collie, che aiuta gli agenti di polizia nelle loro indagini. 
Dal 7 giugno 2009 al 23 agosto 2009 sono state trasmesse alle ore 13.50 sempre su Rai 2 le repliche della serie TV Turbo con un discreto audience.

## Trama
Il commissario della Squadra Mobile sezione Omicidi Luca Sepe (da non confondere con il cantante omonimo) e il cane Turbo devono risolvere molti casi di omicidio, e grazie al legame tra i due vengono individuati indizi significativi alla scoperta del colpevole.

## Episodi
| Stagioni         | Episodi | Prima TV  |
| ---------------- | ------- | --------- |
| Prima stagione   | 4       | 1999-2000 |
| Seconda stagione | 4       | 2001      |